# Gare de Coventry Arena
La gare de Coventry Arena est une gare ferroviaire desservant la ville de Coventry au Royaume-Uni.